# Косицький Володимир Ілліч
Володимир Ілліч Косицький (1895, село Камчатка, тепер Гродненської області, Республіка Білорусь — 1 жовтня 1956, місто Євпаторія Кримської області) — радянський діяч, хірург-ортопед, головний лікар Євпаторійського дитячого санаторію імені Крупської Кримської області. Депутат Верховної Ради СРСР 4-го скликання.

## Життєпис
Народився в бідній селянській родині. Працював пастухом, лісорубом. Закінчив двокласне училище.
У 1914 році склав іспит екстерном і отримав звання народного вчителя, але незабаром був мобілізований в російську імператорську армію. Учасник Першої світової війни.
Після демобілізації в 1918 році вчителював у Орловській губернії.
З 1919 року — в Червоній армії, воював на Південному фронті. Учасник громадянської війни в Росії.
У 1927 році закінчив Воронезький медичний інститут.
З 1927 року працював лікарем. Хвороба сина змусила його в 1932 році переїхати в Євпаторію (Кримська АРСР).
У 1935—1941 роках — головний лікар Євпаторійського дитячого кістково-туберкульозного санаторію імені Крупської Кримської АРСР. 
У 1939—1940 роках — у Червоній армії на медичній службі, учасник радянсько-фінської війни.
З червня 1941 року — в Червоній армії, учасник німецько-радянської війни. Служив провідним хірургом госпіталів Приморської армії; начальником медичного відділення евакуаційного госпіталю № 4230 3-го Білоруського фронту. Член ВКП(б) з 1945 року.
У 1946 — 1 жовтня 1956 року — головний лікар Євпаторійського дитячого санаторію імені Крупської Кримської області. Розробив нову методику лікування кісткового туберкульозу.

## Звання
- майор медичної служби
- підполковник медичної служби

## Нагороди
- орден «Знак Пошани»
- орден Вітчизняної війни ІІ ст. (24.04.1945)
- медалі
- заслужений лікар Російської РФСР (1948)